# Amt Vienenburg

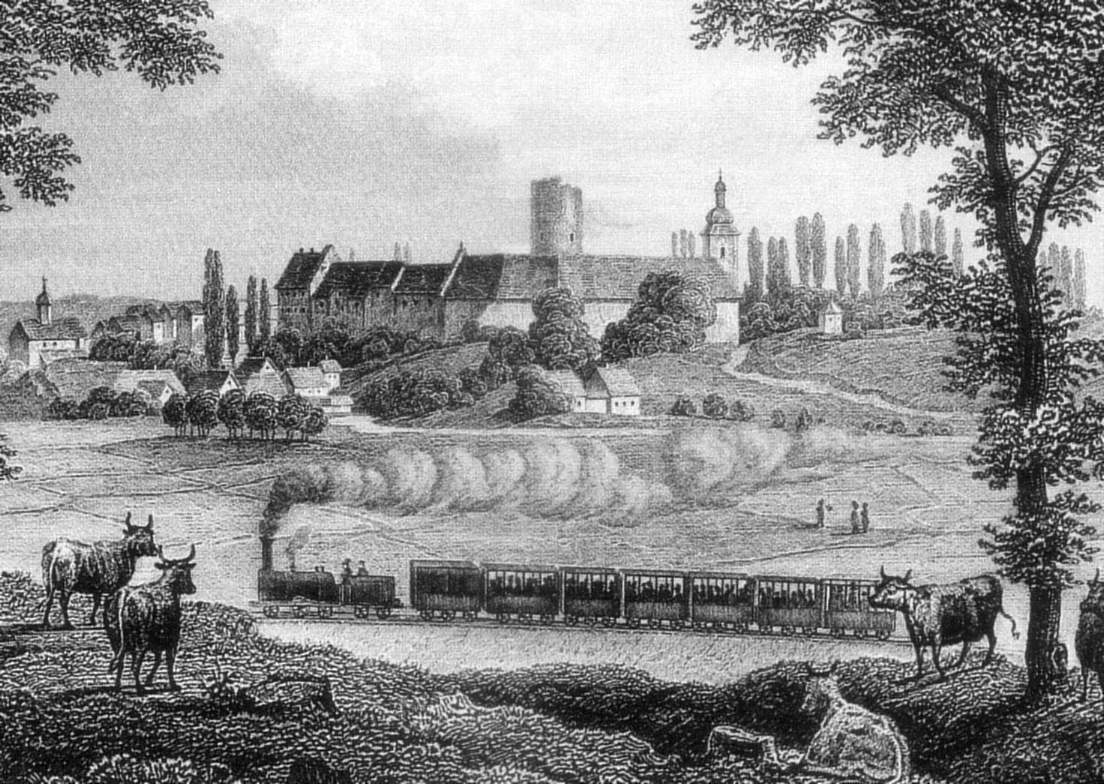
Burg Vienenburg, um 1850

Das Amt Vienenburg war ein Verwaltungsgebiet des Hochstifts Hildesheim bzw. des Königreichs Hannover.

## Geschichte

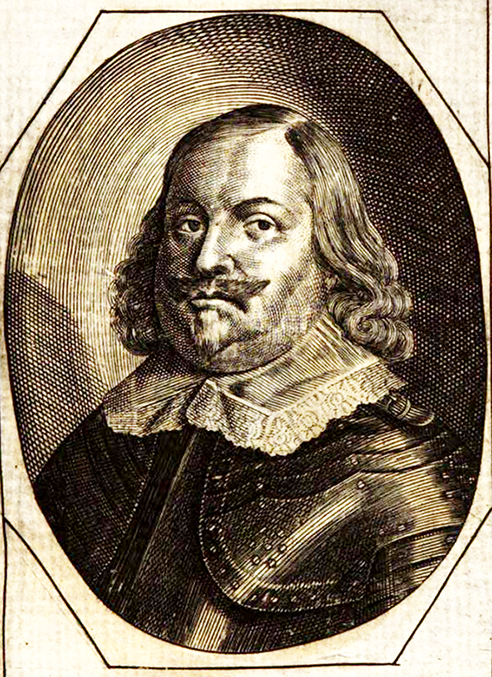
Johann von Reuschenberg, 1647/52–1659 Drost des Amts Vienenburg

Der Amtssprengel entstand aus dem Güterbesitz der Burg Vienenburg. Der Hildesheimer Bischof Gerhard kaufte sie am 14. Oktober 1367 von der Grafschaft Wernigerode, nachdem er sie zuvor in der Nachfolge der Stadt Goslar bereits als Pfand besessen hatte. Nach der Hildesheimer Stiftsfehde fiel das Amt 1523 an das Herzogtum Braunschweig-Lüneburg. 1643 wurde es dem Hochstift Hildesheim zurückgegeben und 1647 für seine Verdienste an Johann von Reuschenberg verpfändet (faktische Inbesitznahme 1652), dessen Familie die Pfandschaft bis 1746/51 innehatte und die Drosten stellte. Es zählte zu den kleinsten Ämtern des Hochstifts, lag im äußersten Südosten, und umfasste 1760 nur zwei allerdings recht große Dörfer, ein Vorwerk und zwei Zollhäuser. 1758 wurde das Amt dem kurkölnischen geheimen Rat Franz Otto Heinrich Freiherr von Korff gen. von Schmiesing übertragen, 1785 dem Geheimen Rat und Kammerdirektor Clemens Alexander Freiherrn von Asbeck.
Die Verwaltung erfolgte von 1746 bis 1800 gemeinsam mit dem Amt Schladen.
Unter der Herrschaft des Königreichs Westphalen (1807–1813) gehörte der Bereich des Amts zum Kanton Vienenburg. Nach dem Ende der französischen Besetzung wurde es wiederhergestellt und 1815 um das Kloster Wöltingerode und das Amt Wiedelah erweitert. Am 1. Juli 1831 wurde es mit dem Amt Schladen zum neuen Amt Wöltingerode mit dem Amtssitz Wöltingerode vereinigt.

## Gemeinden
Die folgende Tabelle listet alle Gemeinden, die dem Amt Vienenburg bis 1807 angehört haben und ihre Gemeindezugehörigkeit heute. In Spalte 2 ist die Anzahl aller Haushalte im Jahre 1760 verzeichnet, und zwar Freie Häuser, Vollhöfe, Halbspännerhöfe, Viertelspännerhöfe, Großköthnerhöfe, Kleinköthnerhöfe und Brinksitzer zusammengenommen (im Original jeweils einzel aufgeführt). In Spalte 3 ist die Einwohnerzahl im Jahr 1910 verzeichnet, in Spalte 4 die heutige Gemeindezugehörigkeit.
| Altgemeinde      | Haushalte | 1910  | heutige Gemeinde | Anmerkung                                                               |
| ---------------- | --------- | ----- | ---------------- | ----------------------------------------------------------------------- |
| Lochtum          | 67        | 729   | Goslar           |                                                                         |
| Vienenburg       | 58        | 4.411 | Goslar           |                                                                         |
| Wenderode        | 1         | -     | Goslar           | ein Vorwerk, gelegen an der Grenze zu Halberstadt (seit 1648 preußisch) |
| Zum Weißen Roß   | 1         | -     | Goslar           | ein Zollhaus                                                            |
| Zur Alten Straße | 1         | -     | Goslar           | ein Zollhaus, gelegen an der Straße zwischen Halberstadt und Goslar     |

## Drosten und Amtmänner

### Drosten
- 1652–1659: Johann von Reuschenberg
- 1659–1684: Alexander Johann Ambrosius von Reuschenberg
- 1685– ……: Jobst Edmund von Reuschenberg
- …… –1703: Johann Sigismund Wilhelm von Reuschenberg
- 1758–1785: Franz Otto Heinrich Freiherr von Korff gen. von Schmiesing
- 1785–1802: Clemens Alexander Freiherr von Asbeck

### Amtmänner
- 1630–1631: Anton Heistermann
- 1746–1782: Franz Arnold Ludwig Busch, Amtmann in Schladen, zugleich in Vienenburg
- 1782–1793: Gottlob Friedrich Klenze, zugleich Amtmann in Schladen
- 1793–1800: Franz Ferdinand Wippern, zugleich Amtmann in Schladen
- 1818–1831: Heimard Christoph Gerhard Cludius, Amtmann